# 田中純 (政治家)
田中 純（たなか じゅん、1946年（昭和21年）8月28日 - ）は、日本の政治家、元大蔵官僚。元行橋市長（2期）、元福岡県議会議員（1期）。

## 来歴
福岡県立京都高等学校
、京都大学教育学部卒業。1971年（昭和46年）、大蔵省入省。関東財務局上席調査官、外務省在ブラジル日本大使館一等書記官等を歴任。1988年（昭和63年）、初めて行橋市長選挙に立候補し落選。以後同市長選挙に2010年（平成22年）まで7回連続で挑むもいずれも落選した。
2011年（平成23年）、福岡県議会議員選挙に無所属で立候補し現職を破って初当選。
2014年（平成26年）3月2日に投開票が行われた行橋市長選挙に県議を辞職して立候補（自民、民主推薦）。元県議の岡田博利、前市長の推す元市議会議長の二保茂則らを破り、8度目の挑戦にして初めての当選を果たした。選挙戦では「行橋の再生」を訴え、企業誘致や商店街の活性化による人口増、学力向上のための少人数学級の推進「海の駅」新設を公約に掲げた。
2018年（平成26年）2月25日に行われた市長選挙に自民党・民進党の推薦を受けて立候補。日本共産党の支持を受けた元市議の藤木巧一、元県議の岡田博利らを破り再選。
2022年（令和4年）2月27日に行われた市長選挙で元市議の工藤政宏に敗れ、落選。

## 市政
- 2019年（令和元年）10月4日付で松本英樹副市長を解職した。任期を2年半残した突然の解職について、田中は「市の政策を外部で批判するなど市長の補助機関としての役割を果たしていないと判断した」「不満が臨界点に達した」と説明した[8]。